# Merényi Tamás
Merényi Tamás (Esztergom, 1978. június 2. –) labdarúgó, csatár, majd hátvéd, közéleti személyiség.

## Pályafutása

### Labdarúgóként
A dorogi klubnál a kölyök csapatnál kezdte a labdarúgást és megjárva valamennyi korosztályos csapatot lett igazolt játékos. Még ifjúsági korú, amikor 17 évesen felkerült a felnőtt kerethez és bajnoki mérkőzésen először pályára lépett Haraszti János edzőnél 1995-ben. Az 1998-1999-es bajnoki évadban a csapat támadó sorában Bene Ferenc és Ignácz János mellett már meghatározó játékos és biztos csapattag. A dorogi csapat az azt megelőző évadban búcsúzott az NB I/B-ből, ennek megfelelően, egy évet követően vissza szerettek volna jutni a magasabb osztályba. A bajnoki évadban mindvégig harcban álltak a feljutásért. Két legnagyobb riválisuk a Százhalombatta és a BKV Előre SC volt. A fővárosiak ellen négy pontot is megszereztek és a hazai rangadón az ő góljával győztek a Dajka László edző vezette csapat ellen. Végül leszorultak a feljutást jelentő helyekről és a két ellenlábasuk mögött a dobogó harmadik helyén végeztek. Mégis a következő szezont már a magasabb osztályban játszhatta, ugyanis az évad végén bejelentkezett érte a feljutott rivális BKV és játékos társával, Benével együtt leigazolták. Három teljes évadot töltött a közlekedési klubnál. Emlékezetesre sikerült a Videoton FC elleni idegenbeli bajnoki találkozójuk, ahol bajnokság hajrájában a fehérváriak az NB I-be való visszajutásukat igyekeztek bebiztosítani és amennyiben legalább egy pontot szereznek, úgy bajnoki címet ünnepelhetnének. Merényi csak epizódszerepet kapott ezen a találkozón, de nem sokon múlott, hogy főszereplővé váljék. A mérkőzés utolsó percében csereként lépett pályára 1-1-es állásnál, majd alig pár pillanat múlva a balösszekötő helyén megindult és a hazai védők közül kilépve bombázott kapura. Lövése a már vert Milinte Árpád kapuson túljutva a kapufán csattant. Amennyiben bemegy, úgy a BKV nyert volna 2-1-re és elmaradt volna az ünneplés Fehérváron. 2002-ben visszatért Dorogra és egy évadot szerepelt az NB II-es csapatnál, majd Ausztriába szerződött amatőr csapathoz. 2006-tól ismét Dorogon játszott, míg végül 2010-ben levezetésként a szomszédos Tokod SE csapatához igazolt. Az aktív pályafutását követően is megmaradt a futball mellett. Napjainkig is részt vesz kispályás bajnokságokon, ahol számos egykori dorogi csapattársaival játszik egy együttesben.

### Képviselőként
A dorogi gimnáziumban érettségizett, majd a Budapesti Közgazdaságtudományi és Államigazgatási Egyetemen szerzett diplomát. A 2010-es önkormányzati választásokon a Fidesz-KDNP jelölésében egyik legfőbb kihívója volt Dr. Tittmann János, Dorog 1994 óta regnáló városvezetőjének a polgármesteri székért, azonban Tittmann polgármester biztosan nyerte a választásokat. Merényi a dorogi önkormányzati testület képviselője lett a 2010–2014-es ciklusban.

## Sikerei, díjai
- Bronzérmes - NB II, 1999.

## Családja
Tradicionális sportcsaládból származik. Apai nagyapja, Merényi Lipót és édesapja, ifj. Merényi Lipót a Dorog játékosai voltak és hasonlóan védő poszton játszottak. Édesanyja, Oláh Rozália a dorogi kézilabda csapat tagjaként sportolt versenyszerűen. Anyai nagyapja, Oláh Antal a Dorogi Szénbányák Lencsehegyi Üzemében 1980. május 9-én bekövetkezett bányaszerencsétlenség áldozata lett öt másik bányász társával együtt. Nős, két gyermek édesapja, jelenleg is Dorogon él.

## Érdekesség
Három olyan játékossal is szerepelt egy csapatban, akikkel még édesapja is játszott egykor, mint Belányi István, Borsos Zsolt és Harmat József. Ezen kívül két edzője, Haraszti János és Honti József szintén édesapja játékos társai voltak.